# Клан Мургед
Клан Мургед (шотл. - Clan Muirhead, Clan Morehead) - клан Морехед - один з кланів рівнинної частині Шотландії - Лоулендсу. На сьогодні клан не має визнаного герольдами Шотландії та лордом Лева вождя, тому називається в Шотландії «кланом зброєносців».
Гасло клану: Auxilio Dei - З Божою поміччю (лат.)
Землі клану: Ботвелл

## Історія клану Мургед
Назва клану Мургед має територіальне походження - виникла від назви землі Мургед в баронстві Ботвелл. В історичних документах назва землі Мургед згадується як частина єпархії Росс у 1578 році. Вперше вождь клану Мургед згадується в історичних документах кінця XIV століття. Це лицар сер Вільям Мургет Лавхоуп. Він же фігурує під іменем сер Вільям де Мурегед як свідок у грамоті щодо володіння землею Креншоу в 1401 році. Ендрю Мургед був прияжним в Ланарк у 1432 році. Девід де Мургед був кліриком в єпархії Глазго в 1491 році. Томас Мургед був пастором у землях Лайн у 1504 році. Томас Мургед з Данкельда в 1505 - 1515 роках був орендарем землі. Девід Мургед був присяжним у Говані у 1527 році. Ще один Девід Мургед був купцем у Дамфрісі в 1668 році. Було багато різних варіантів напису назви цього клану в XV - XVI століттях. 
Наведена вище інформація була не так давно підтверджена підполковником Говард С. Патерсоном - членом Товариства старожитностей Шотландії в листі до виконуючого обов’язки вождя клану Мургед - Раймонда Лі Мургеда, есквайра. 
Написання і вимова назви клану суттєво мінялася з часом. Ці зміни відбулися в тому числі тоді, як люди клану Мургед переїжджали з місця на місце - як в Шотландії, так і під час міграцій в Ірландію. Зокрема, Джеймса і Джона Мургедів заслали у 1685 році в англійські колонії в Північній Америці, тому, що вони відмовилися присягнути на вірність королю Карлу II, що був відвертим папістом, тоді як люди клану Мургед були протестантами і виступали за релігійну свободу. Клан Мургед під час громадянської війни підтримував ковенанторів і брав участь у битві на мості Ботвелл у 1679. 
У своїй книзі «Система геральдики» Нісбет пише про сера Вільяма Мургеда з баронства Ботвелл, що був висвячений в лицарі королем Шотландії Робертом III у 1393 році. Це повідомлення базується більше на легендах і не має підтвердження в історичних документах.
Легенда розповідає, що король висвятивши в лицарі Вільяма Мургеда, нагородив його землями Лавхоуп в нагороду за те, що лицар Вілдьям Мургед приніс королю голову Бертрама Шоттса - розбійника, що тероризував околицю протягом багатьох років. Король видав указ, в якому говорилося, що той, хто знищить розбійника буде нагороджений. Вільям Мургед зрізав і склав велику купу вересу недалеко від того місця, де Бертрам Шоттс ходив по воду. Вільям Мургед сховався в купі вересу і влаштував засідку. Коли Бертрам нахилився, щоб набрати води, Вільям з купи вересу полоснув його мечем по ногах позаду коліна, так що гігант-розбійник став безпорадним. Бертрам сміявся з Вільяма і Вільям перш ніж зітнути йому голову сказав: «Найкраще сміється той, хто сміється останнім». З цієї фрази і виникла назва та прізвище Лавхоуп - Lauch up - лавх ап сміятися краще на місцевій говірці. 
Замок Лавхоуп був відомий своїми надзвичайно товстими стінами, цей замок дав притулок Гамільтону Ботвеллхоу - братові Джанет Гамільтон, дружини Джеймса Мургеда Лавхоупа (1510 - ?). Гамільтон переховувався після вбивства регента Шотландії, графа Мореї, єдинокровного брата Марії І Стюарт - королеви Шотландії, в 1570 році в Лінлітго. Замок був підпалений тими, хто прагнув помститися за вбивство регента і багато важливих документів клану Мургед були втрачені у вогні. У 1799 році частина замку завалилась, а в 1956 році нинішні власники замку - клан Робертон - один з найстаріших нетитулованих кланів у Ланаркширі вирішив знести залишки замку, що були в аварійному стані. 
Збереглася фотографія величного замку Лавхоуп, що була зроблена на початку 1900-тих років.